# باندينولف من كابوا
كان باندينولف كونت كابوا، مطالبًا باللقب منذ 862م ونجح في الحصول عليه بعد حرب أهلية طاحنة بين 879-882 م. كان ابن وخليفة باندو، ولكنه عزل إثر وفاة والده من قبل عمه المطران لاندولف الثاني.